# Pedra Redonda
Pedra Redonda är en kulle i Brasilien.   Den ligger i kommunen Águas Formosas och delstaten Minas Gerais, i den sydöstra delen av landet, 700 km öster om huvudstaden Brasília. Toppen på Pedra Redonda är 464 meter över havet, eller 27 meter över den omgivande terrängen. Bredden vid basen är 0,26 km.
Terrängen runt Pedra Redonda är lite kuperad, och sluttar österut. Runt Pedra Redonda är det ganska glesbefolkat, med 21 invånare per kvadratkilometer.. Närmaste större samhälle är Águas Formosas, 10,8 km öster om Pedra Redonda.
Omgivningarna runt Pedra Redonda är huvudsakligen savann.